# Emil Iwanow (Ringer)
Emil Iwanow (bulgarisch Емил Иванов; * 30. Juni 1962 in Sofia) ist ein ehemaliger bulgarischer Ringer. Er war 1986 und 1989 Weltmeister im griechisch-römischen Stil im Bantamgewicht.

## Werdegang
Emil Iwanow begann als Jugendlicher mit dem Ringen. Nach ersten größeren Erfolgen im nationalen Bereich wurde er zum zentralen Sportclub der bulgarischen Armee ZSKA Sofia delegiert. Er konzentrierte sich in seiner Laufbahn auf den griechisch-römischen Stil. Im Juniorenbereich kam er noch zu keinen internationalen Einsätzen. 1981 wurde er in Pula Sieger bei den Balkanmeisterschaften im Fliegengewicht. Der weitere Verlauf seiner Karriere war davon gekennzeichnet, dass in Bulgarien in der Gewichtsklasse von Emil Iwanow in Assen Milew, Stojan Balow, Emil Radojew und Petar Balow weitere Weltklasseringer vorhanden waren, gegen die er sich nicht immer durchsetzen konnte. Aus diesem Grunde war er zwar mehrmals erfolgreich bei Welt- und Europameisterschaften am Start, aber niemals bei Olympischen Spielen.
Im Jahre 1983 startete er erstmals bei einer Europameisterschaft und gewann in Budapest im Bantamgewicht gleich den Europameistertitel vor so starken Ringern wie Haralambos Holidis, Griechenland, Wassili Fomin aus der UdSSR und Árpád Sipos aus Ungarn.
Seinen nächsten Einsatz bei einer internationalen Meisterschaft erhielt er erst wieder bei der Weltmeisterschaft 1986 in Budapest. Budapest war ein gutes Pflaster für ihn, denn er wurde dort auch Weltmeister im Bantamgewicht. Im Finale bezwang er dabei den sowjetischen Starter Timurdzjan Kalumulin nach Punkten.
Nicht überzeugen konnte Emil Iwanow bei der Weltmeisterschaft 1987 in Clermont-Ferrand. Er wurde in seinem Pool nur Dritter und hatte damit nur noch die Möglichkeit gegen den Norweger Ronny Sidge um den 5. Platz zu kämpfen. Aber auch diesen Kampf verlor er und belegte damit nur den 6. Platz.
1988 wurde Emil Iwanow weder bei der Europameisterschaft in Kolbotn, noch bei den Olympischen Spielen in Seoul eingesetzt.
Im Jahre 1989 gewann er dann bei der Weltmeisterschaft in Martigny/Schweiz seinen zweiten Weltmeistertitel vor Alexander Schestakow aus der Sowjetunion und András Sike aus Ungarn. Seinen letzten Start bei einer internationalen Meisterschaft absolvierte Emil Iwanow bei der Europameisterschaft 1991 in Aschaffenburg. Dabei landete er auf dem aus seiner Sicht mäßigen 6. Platz. Danach wurde er bei keinen internationalen Meisterschaften mehr eingesetzt.

## Internationale Erfolge
(WM = Weltmeisterschaft, EM = Europameisterschaft, GR = griechisch-römischer Stil, Ba = Bantamgewicht, damals bis 57 kg Körpergewicht)
- 1981, 1. Platz, Balkan-Meisterschaft in Pula, GR, Ba, vor Ahmet Bayrakhtar, Türkei u. Florea Diaconescu, Rumänien;

- 1983, 1. Platz, EM in Budapest, GR, Ba, vor Haralambos Holidis, Griechenland, Wassili Fomin, Sowjetunion, Árpád Sipos, Ungarn, Nicolae Zamfir, Rumänien u. Josef Krysta, Tschechoslowakei;

- 1986, 2. Platz, Klippan-Turnier, GR, Ba, hinter Wassili Fomin und vor Frank Wohlgemuth, DDR;

- 1986, 1. Platz, WM in Budapest, GR, Ba, vor Timurdzjan Kalimulin, UdSSR, Haralambos Holidis, Amadoris Gonzalez Labrada, Kuba, Nicolae Zamfir und Yang Changling, China;

- 1987, 2. Platz, Grand-Prix-Turnier in Budapest, GR, Ba, hinter Sergei Bulanow, Sowjetunion und vor András Sike, Rıfat Yıldız, BRD und Patrice Mourier;

- 1987, 6. Platz, WM in Clermont-Ferrand, GR, Ba, hinter Patrice Mourier, Frankreich, Rıfat Yıldız, BRD, Keijo Pehkonen, Finnland, Anthony Lee, USA und Ronny Sidge, Norwegen;

- 1987, 2. Platz, FILA-Grand-Prix-Gala in Budapest, GR, Ba, hinter Patrice Mourier und vor Keijo Pehkonen, Rıfat Yıldız und Anthony Lee;

- 1989, 2. Platz, EM in Oulu, GR, Ba, hinter Keijo Pehkonen und vor Sergei Bulanow, Sowjetunion, Radu Strubert, Rumänien, Zoran Galovic, Jugoslawien und Patrice Mourier;

- 1989, 1. Platz, WM in Martigny/Schweiz, GR, Ba, vor Alexander Schestakow, UdSSR, András Sike, Michizo Fujioka, Japan, Pierre Dikanda, Schweden und Yang Changling;

- 1991, 6. Platz, EM in Aschaffenburg, GR, Ba, hinter Alexander Schestakow, Marian Sandu, Rumänien, Rıfat Yıldız, Zoran Galovic und András Sike